# تندرستی (بوستان)
بوستان تندرستی در مساحتی بالغ بر ۱۴ هکتار یکی از بزرگترین پارکهای شهرستان کرج است.
فاز اول پارک تندرستی که بزرگترین پارک تفریحی شهرستان کرج است. به مساحت ۷هکتاردر مورخ ۸۸/۱۰/۲۹ درمحل این پارک افتتاح گردیداست. درضمن این پارک تا ۲۰ هکتار گسترش خواهد یافت. در فاز دوم این پارک شهربازی پیشرفته و نیز دریاچه کوچکی در وسط پارک است.

## زمین‌های ورزشی شامل
پیست اسکیت ۱۷۰۰ متر مربع.
زمین فوتبال ۶۵۶ متر مربع.
زمین بسکتبال و والیبال ۴۴۸ متر مربع.
رختکن وسرویس بهداشتی ۸۰ متر مربع.
پارکینگ به مساحت ۴۵۰۰ متر مربع.
ساختمان کتابخانه ۱۱۰ متر مربع در دست احداث ۵۰ درصد.
ساختمان مدیریت ۱۵۰متر مربع دردو طبقه در دست احداث ۵۰ درصد.
ساختمان سرویس بهداشتی ۱۱۰متر مربع دردو طبقه در دست احداث ۵۰ درصد.
ساختمان نماز خانه ۱۰۰ متر مربع دردو طبقه در دست احداث ۵۰ درصد.